# Gmina Stare Babice
Die Gmina Stare Babice ist eine Landgemeinde im Powiat Warszawski Zachodni der Woiwodschaft Masowien, Polen. Ihr Sitz ist das gleichnamige Dorf mit etwa 2050 Einwohnern.

## Gemeinde
Zur Landgemeinde (gmina wiejska) Stare Babice gehören folgende 23 Ortschaften mit einem Schulzenamt (solectwo):
Stare Babice
Babice Nowe
Blizne Jasińskiego
Blizne Łaszczyńskiego
Borzęcin Duży
Borzęcin Mały
Buda
Janów
Koczargi Stare
Koczargi Nowe
Klaudyn
Kwirynów
Latchorzew
Lipków
Lubiczów
Mariew
Stanisławów
Topolin
Wierzbin
Wojcieszyn
Zalesie
Zielonki-Wieś
Zielonki-Parcela
Weitere Ortschaften der Gemeinde ohne Schulzenamt sind Borki, Borzęcin, Górki, Góry Klaudyńskie, Kosmów, Leśny Zaborów, Wodnisko und Zielonki.